# زمین‌لرزه ۱۹۶۶ پرو
زمین‌لرزه پرو  در تاریخ ۱۷ اکتبر ۱۹۶۶ میلادی، برابر با ‎۲۵ مهر ۱۳۴۵، ساعت ۲۱:۴۱:۵۷ به زمان یوتی‌سی در پرو رخ داد. ژرفای این زلزله ۳۴٫۳ کیلومتر بود. بزرگی آن ۸٫۲ در مقیاس Mw اعلام شده‌است. زمین‌لرزه به وقت محلی در روز دوشنبه، ساعت ۱۶ روی داده و منطقه زمانی آن یوتی‌سی -۵ بوده‌است .
سازمان زمین‌شناسی آمریکا نیز جای این زمین‌لرزه را در مختصات ۱۰°۴۲′جنوبی ۷۸°۴۲′غربی / ۱۰٫۷°جنوبی ۷۸٫۷°غربی و بزرگی آنرا برابر با ۸٫۱ در مقیاس ریشتر اعلام کرده‌است. ژرفای گزارش شده از سوی این سازمان ۳۸ کیلومتر می‌باشد.
تعداد زخمیان ۳۰۰۰ نفر برآورده شده‌است.بی‌خانمان شدگان نیز ۴۹۲۵۶ نفر اعلام شده‌است.سونامی نیز در این زلزله گزارش شده‌است.